# Göran Henriksson (1937–2012)
Klas Göran Alfred Henriksson, född 2 mars 1937 i Ingatorps församling i Jönköpings län, död 21 december 2012 i Eksjö församling i Jönköpings län, var en svensk företagsledare och bilsportprofil, känd som ledare för Olsbergs-koncernen med säte i Eksjö.
Göran Henriksson tillhörde entreprenörsfamiljen Henriksson. Redan 1906 byggde hans farfars far Emil Henriksson ett gjuteri i Bruzaholm i nuvarande Eksjö kommun. På soldattorpet Olsbergs marker hade firman sina första lokaler. Efter att fadern Henry Henriksson (1906–1983) drivit verksamheten tog Göran Henriksson över 1960. Framgångsrika år följde och högteknologiska produkter utvecklades, Olsbergs Hydraulics AB och Olsbergs Electronics AB startades. Allt inom vad man i dag kallar Olsbergs Group.
I unga år fick Henriksson ett stort intresse för motorsporten och tävlade mot motocrossförare som Sten "Storken" Lundin och Bill Nilsson. Han har hjälpt fram stora stjärnor, däribland Kenny Bräck, inom både rally och banracing. Han tilldelades Svenska Bilsportförbundets hederspris 2011.
Henriksson satsade över 20 miljoner på evenemangshallen Olsbergs arena i Eksjö, vilken invigdes 2011 och fick sitt namn efter Henrikssons företag.
Göran Henriksson var från 1961 till sin död gift med Eva Henriksson (född 1937). Parets båda döttrar Annika Henriksson (född 1962) och Christina Henriksson (född 1967), ingår båda i ledningen för Olsbergs Group.